# L'Île des amours (film, 1940)
Pour les articles homonymes, voir L'Île des amours.
Pour plus de détails, voir Fiche technique et Distribution.

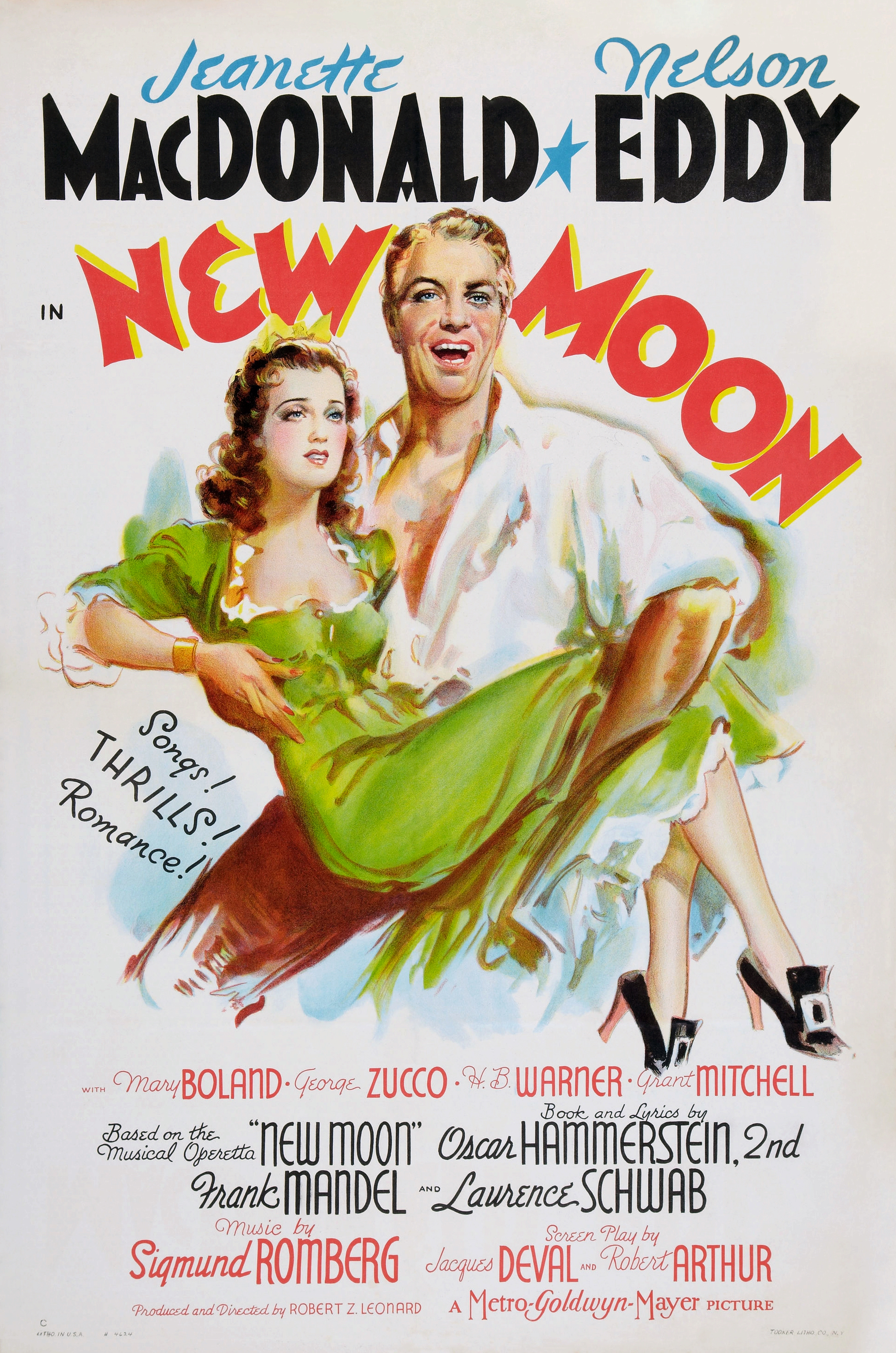

L'Île des amours (New Moon) est un film américain réalisé par Robert Z. Leonard, sorti en 1940, avec Jeanette MacDonald et Nelson Eddy.

## Fiche technique
- Réalisateur et producteur : Robert Z. Leonard
- Réalisateur non crédité : W. S. Van Dyke
- Scénario : Robert Arthur, Jacques Deval d'après l'opérette de Oscar Hammerstein II, Frank Mandel et Laurence Schwab
- Musique : Herbert Stothart (non crédité)
- Photographie : William Daniels, Oliver T. Marsh (non crédité) et Clyde De Vinna (non crédité)
- Direction artistique : Cedric Gibbons et Eddie Imazu (associé)
- Décors de plateau : Edwin B. Willis
- Costumes : Adrian (robes) et Gile Steele
- Montage : Harold F. Kress
- Producteur : Robert Z. Leonard
- Société de production et de distribution : Metro-Goldwyn-Mayer
- Pays de production :  États-Unis
- Langue : anglais
- Genre : Film musical, aventure et romance
- Format : Noir et blanc - 35 mm - 1,37:1 - Son : mono (Western Electric Sound System)
- Durée : 105 minutes
- Dates de sortie :
  - États-Unis : 28 juin 1940
  - France : 22 octobre 1952

## Distribution
- Jeanette MacDonald : Marianne de Beaumanoir
- Nelson Eddy : Charles (Henri) duc de Villiers
- Mary Boland : Valerie de Rossac
- George Zucco : Vicomte Ribaud
- Ivan F. Simpson : Guizot
- Robert Warwick : Commissaire
- Stanley Fields : Tambour
- Dick Purcell : Alexander
- John Miljan : Pierre Brugnon
- Ivan F. Simpson : Guizot
- Cecil Cunningham : Épouse du gouverneur
- Claude King : M. Dubois

Et, parmi les acteurs non crédités :
- Sarah Edwards : Marquise della Rosa
- George Irving : Capitaine du navire
- Nat Pendleton : Esclave